# Lounge aeroportuale

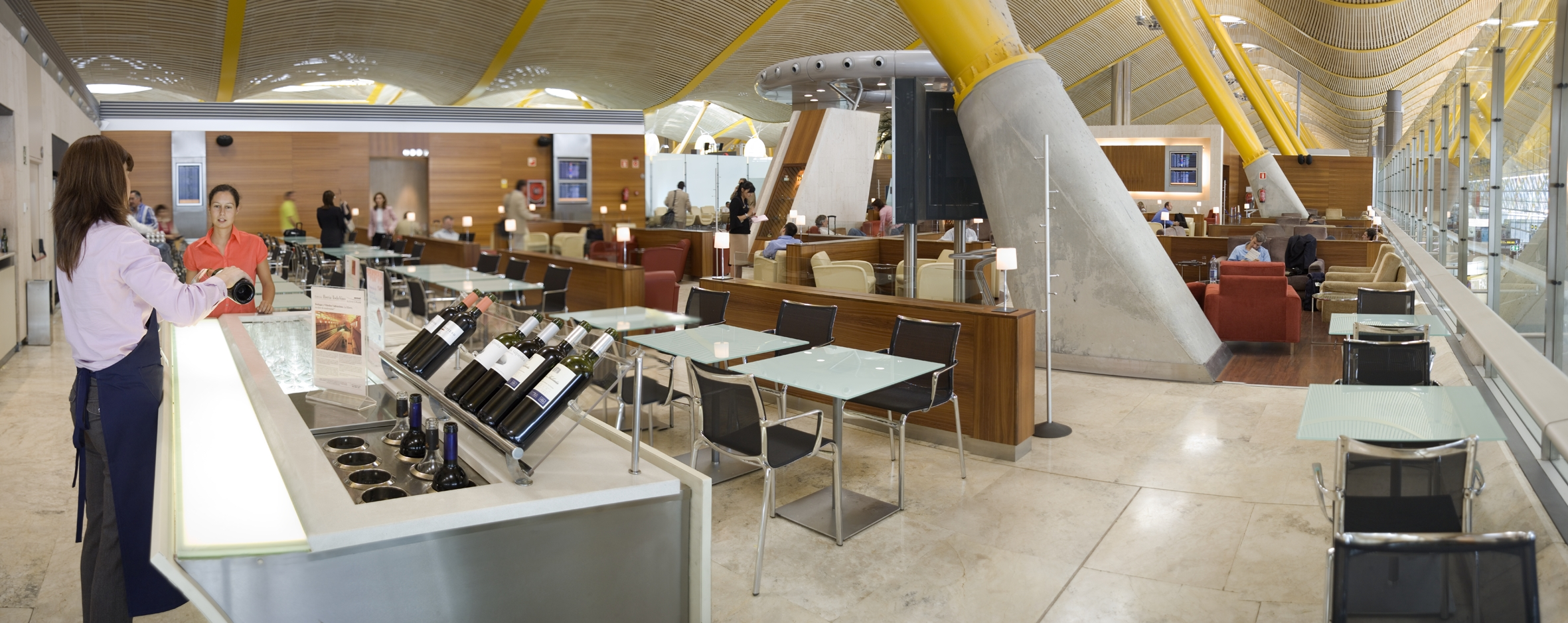
Una lounge aeroportuale nell'aeroporto Adolfo Suárez di Madrid-Barajas

Una lounge aeroportuale è una struttura presente in molti aeroporti. Le lounge aeroportuali offrono, a passeggeri selezionati, comfort superiori a quelli offerti nel terminal aeroportuale, come ad esempio posti a sedere più comodi, ambienti più silenziosi e un migliore servizio di assistenza clienti. Altre sistemazioni possono includere sale riunioni private, telefoni, accesso alla connessione internet wireless e altri servizi business, insieme a disposizioni per migliorare l'esperienza goduta dai passeggeri, come bevande gratuite, snack, riviste e docce.
L'Admirals Club della American Airlines è stata la prima lounge aeroportuale, aprì all'aeroporto LaGuardia di New York, nel 1939. L'allora presidente dell'AA, C.R. Smith, lo concepì come uno strumento promozionale.

## Tipologie

### Lounge delle compagnie aeree

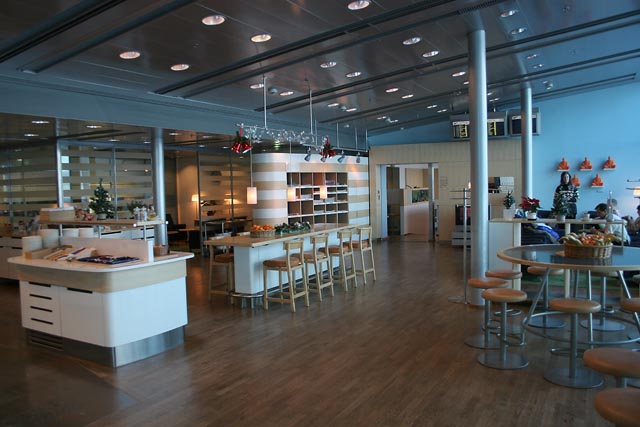
Una business lounge SAS standard presso l'aeroporto di Helsinki-Vantaa, in Finlandia

Le compagnie aeree gestiscono le lounge delle compagnie aeree come servizio per i passeggeri premium, solitamente passeggeri che volano prima classe e business class, con lo status di frequent flyer di alto livello e abbonamenti a carte di credito di viaggio premium.
La maggior parte dei principali vettori dispone di una o più lounge nei propri hub e nelle principali città, nonché nei principali aeroporti serviti. Le principali compagnie aeree statunitensi, American (Admirals Club), Delta (Delta Sky Club) e United (United Club), gestiscono dozzine di lounge, mentre le compagnie aeree più piccole come Alaska Airlines (Alaska Lounge) tendono a gestire solo una manciata di lounge nelle città in cui possiedono hub.
Le compagnie aeree al di fuori dell'Australia e del Nord America generalmente non vendono abbonamenti alle lounge e riservano invece l'accesso alle lounge esclusivamente ai frequent flyer e ai passeggeri con biglietti premium. Tuttavia, un passeggero che ha un abbonamento alla lounge di una compagnia aerea di una delle tre principali alleanze aeree (Oneworld, SkyTeam o Star Alliance) può avere accesso alle lounge degli altri membri di tale alleanza. Ad esempio, l'iscrizione al Qantas Club consente l'accesso alle lounge dell'Admirals Club grazie ad un accordo reciproco con American Airlines; allo stesso modo, un membro dello United Club o altri membri della Star Alliance possono accedere alle lounge di Air Canada e Air New Zealand.

### Sale a pagamento
Anche le società private, come Airport Dimensions di Collinson Group, Aspire Lounges di Swissport, Plaza Premium Lounge e Global Lounge Network, gestiscono lounge generiche a pagamento. A differenza delle lounge delle compagnie aeree, queste strutture sono aperte a tutti i viaggiatori che attraversano l'aeroporto, indipendentemente dalla classe del biglietto o dalla compagnia aerea, dietro pagamento di una certa somma. La maggior parte offre solo abbonamenti giornalieri, ma alcune società offrono anche abbonamenti annuali e a vita. L'accesso alle lounge può essere prenotato tramite piattaforme online come LoungeBuddy oppure, in casi limitati, è possibile acquistare abbonamenti giornalieri direttamente all'ingresso della lounge.

### Lounge delle compagnie aeree di prima classe

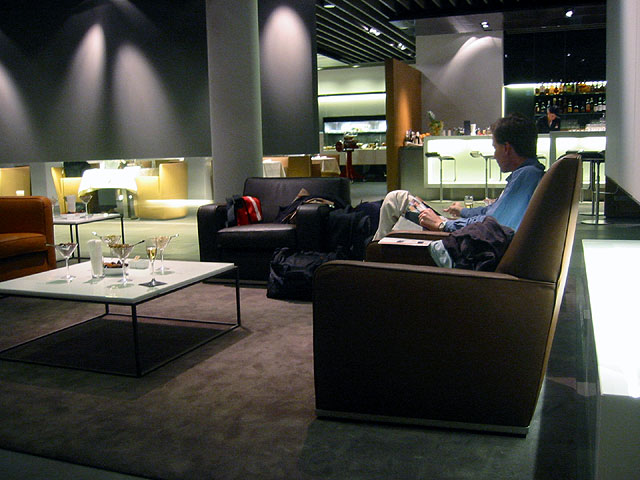
La lounge First Class Lufthansa dell'aeroporto internazionale di Francoforte, in Germania

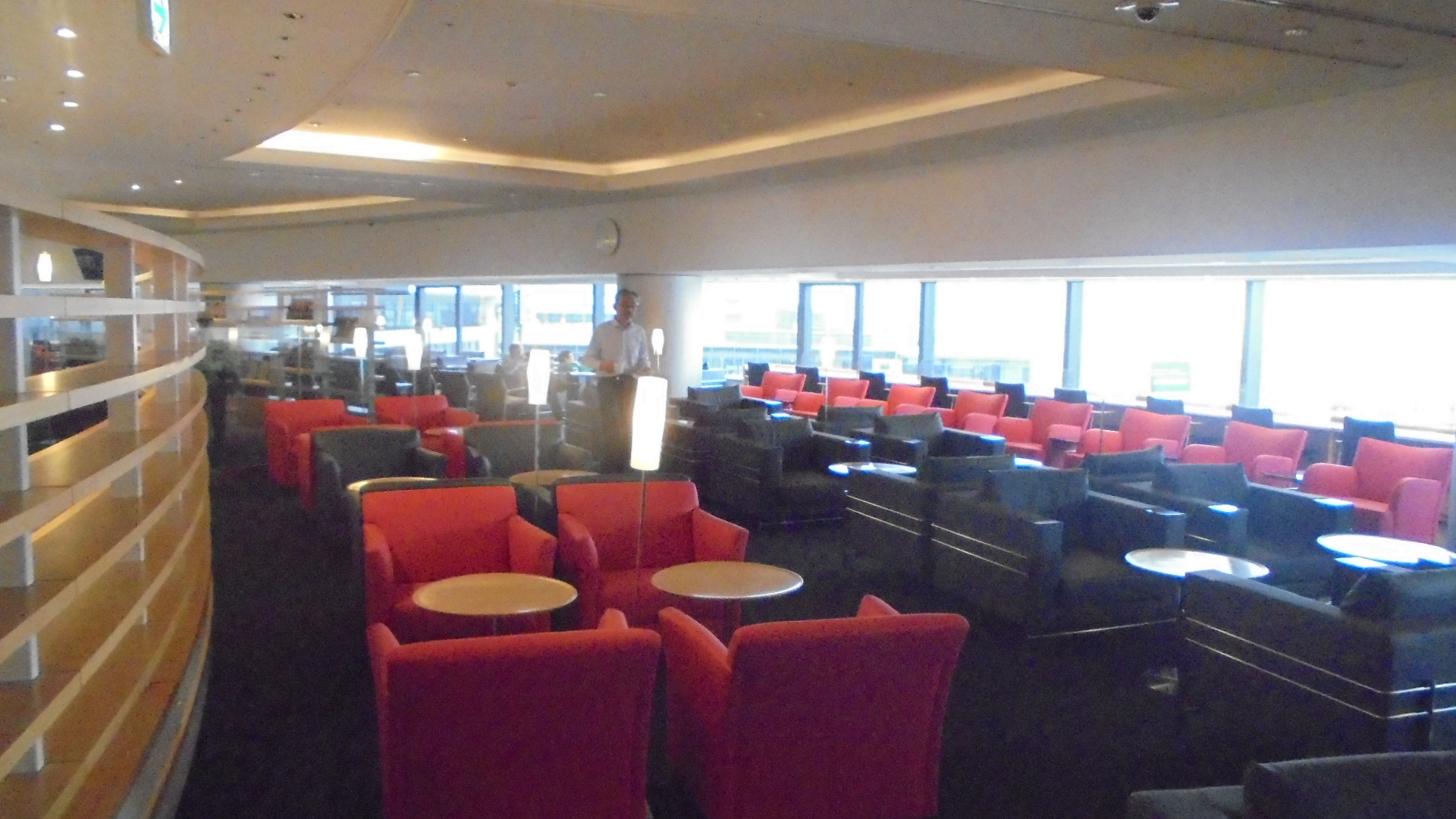
Delta Sky Club Lounge presso l'Aeroporto Internazionale di Narita, in Giappone

Per molte compagnie aeree, una lounge di prima classe verrà offerta anche ai passeggeri internazionali di prima classe e di livello superiore. Le lounge di prima classe sono generalmente più esclusive e offriranno servizi extra rispetto alla classe business che sono più in linea con il concetto europeo/asiatico di lounge aeroportuale. Nei pochi casi in cui i servizi sono offerti solo nella business lounge, i passeggeri di prima classe possono utilizzare la business lounge se lo desiderano. In ogni caso, chiunque abbia accesso alla lounge di prima classe ha quasi automaticamente accesso alla lounge di business class, ad esempio se un compagno di viaggio non è in prima classe e non può essere portato nella lounge di prima classe come ospite. Nella maggior parte dei casi, le compagnie aeree offriranno ai passeggeri di prima classe un pass gratuito per il loro club aeroportuale standard. Alcune compagnie aeree offrono "sale d'attesa" in cui i passeggeri possono fare la doccia, riposarsi e mangiare dopo un volo internazionale a lungo raggio.

## Servizi

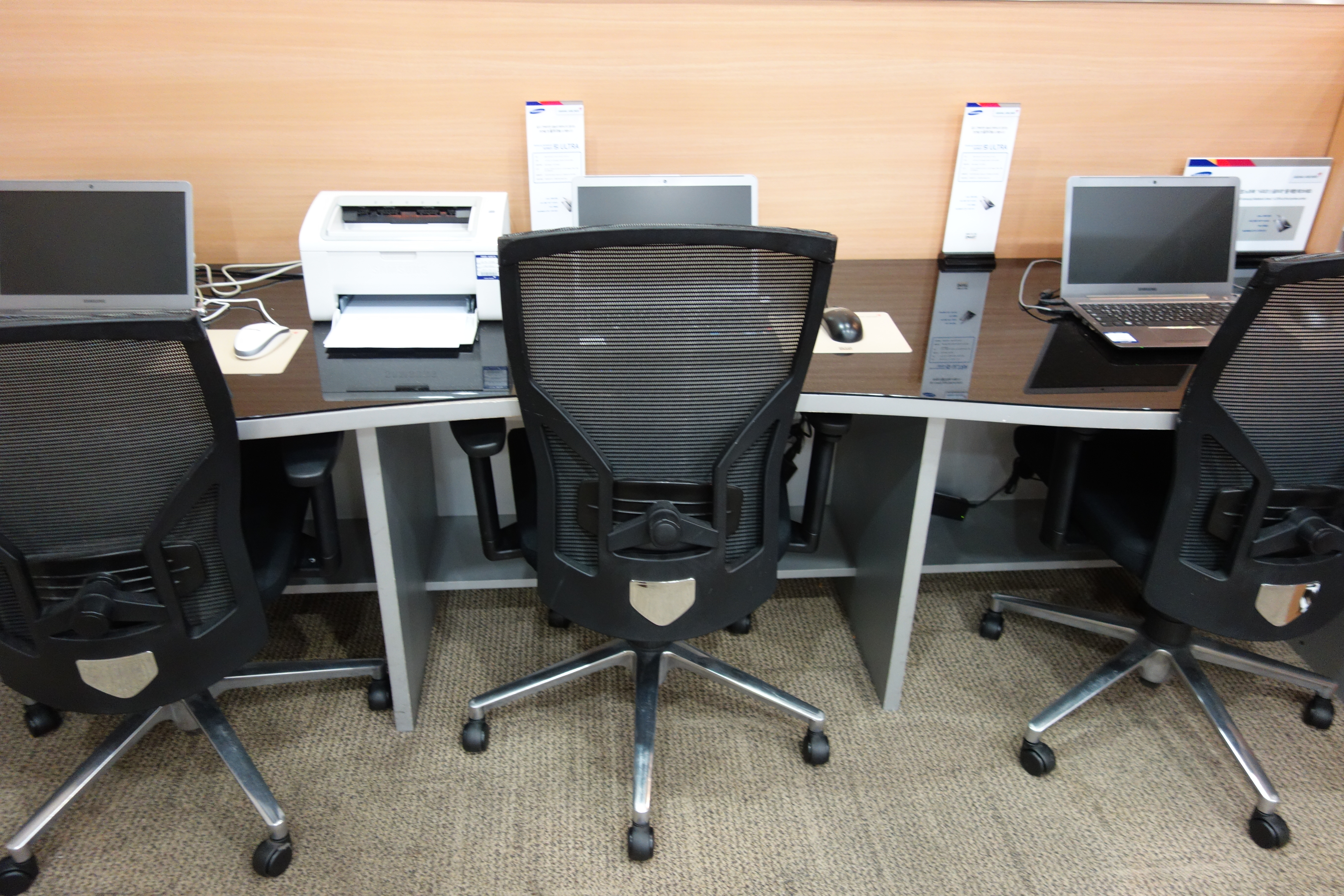
Work station con computer presso la lounge Asiana business class dell'aeroporto internazionale di Gimhae, in Corea del Sud

Oltre a offrire posti a sedere più comodi, le lounge solitamente offrono bevande alcoliche e analcoliche gratuite e snack leggeri come frutta, formaggi, zuppe, pasticcini e prodotti per la colazione. Negli Stati Uniti e in Canada, quasi tutte le lounge offrono un open bar con birra artigianale, vino della casa e liquori. Negli Stati Uniti, sono spesso disponibili per l'acquisto bevande premium come birra importata, liquori di alta qualità, vini di fascia alta e champagne.
Altri servizi includono tipicamente monitor con informazioni sui voli, televisori, giornali e riviste, oltre a centri business con scrivanie, postazioni Internet, telefoni, fotocopiatrici e servizi fax. Anche l'accesso a Internet wireless gratuito per gli utenti è comune.
In Asia, Europa e Medio Oriente, le lounge (soprattutto quelle per i passeggeri di prima classe) possono essere piuttosto lussuose e offrono un ampio open bar premium, pasti completi con buffet caldi e freddi, sale fumatori, servizi spa e massaggi, centri fitness, stanze private, suite per riposare e docce.
Alcune lounge dispongono anche di tavoli da biliardo come servizi. Inoltre, nelle lounge di alcuni aeroporti europei sono presenti stazioni di ricarica wireless.

## Citazioni
1. ↑   britishairways.com,  http://www.britishairways.com/en-us/information/lounges/arrivals-lounges. URL consultato il 17 April 2015.
2. ↑  (EN) Airport lounges 101: Why to use them and how to get in, su USA TODAY. URL consultato il 16 maggio 2024.
3. ↑   Baskas, Harriet,  https://www.usatoday.com/story/travel/flights/2013/12/11/best-airport-amenities/3955357/.
4. ↑   Sleeping in Airports,  http://www.sleepinginairports.net/airport-lounges/.
5. ↑   CNET Australia staff, CNET,  http://www.cnet.com/news/virgin-blue-touts-free-wi-fi-in-airport-lounge-battle/.
6. ↑   loungereview.com,  https://loungereview.com/lounges/british-airways-concorde-lounge-lhr-t5/.
7. ↑   Negroni, Christine,  https://www.nytimes.com/2011/12/20/business/is-it-a-dream-a-place-to-nap-at-the-airport.html?pagewanted=all&_r=0.
8. ↑   loungereview.com,  https://loungereview.com/lounges/turkish-airlines-cip-lounge-istanbul-ist-international/.
9. ↑   Dolcourt, Jessica, CNET,  http://www.cnet.com/news/nokia-bringing-wireless-charging-to-virgin-coffee-bean/.